# Jayme Ovalle
Jayme Rojas de Aragón y Ovalle ou Jayme Ovalle (Belém do Pará, 6 de agosto de 1894 - Rio de Janeiro, 9 de setembro de 1955) foi um compositor e poeta brasileiro. Grande conhecedor da música popular, tocava violão em choros e serestas.

## Biografia
Era filho de Mariano Ernesto Ovalle, um businessman e aventureiro chileno e Elisa Coelho, cearense.

## Principais composições
- Pedro Álvares Cabral (poema sinfônico)
- I. Legenda op. 19 (para piano)
- II. Legenda op. 22 (para piano)
- III. Legenda op. 23 (para piano)
- Modinha (canção, com texto de Manuel Bandeira)
- Azulão (canção, com texto de Manuel Bandeira)